# Unai Albizua
Unai Albizua Urquijo (Llodio, 18 januari 1989) is een Spaans voetballer die doorgaans speelt als centrale verdediger. In juli 2024 verliet hij Club Portugalete.

## Carrière
Albizua groeide op in Barakaldo in Biskaje. Van daaruit werd hij opgenomen in de jeugdopleiding van Athletic Club. In 2007 maakte de verdediger de overstap naar CD Baskonia, wat hij na drie jaar verliet om te gaan spelen voor Bilbao Athletic in de Segunda División B. In 2013 haalde hij als aanvoerder met het team de play-offs. Athletic Club haalde hem daarop bij het eerste elftal. Op 3 november 2013 maakte Albizua zijn debuut in de Primera División. Op die dag werd er met 0–2 verloren van Atlético Madrid. Albizua vering daarbij in de zevenenzestigste minuut de geblesseerde Aymeric Laporte.
Het seizoen 2014/15 bracht hij op huurbasis door bij Tenerife. Na dit seizoen werd hij overgenomen door Leganés. Hij speelde tweeëntwintig competitiewedstrijden en Leganés promoveerde uit de Segunda División. Albizua promoveerde echter niet mee; hij tekende voor één seizoen bij UCAM Murcia. Een jaar later verkaste hij naar Cultural Leonesa. Anderhalf jaar later stapte de Spanjaard over naar UD Ibiza. Na een terugkeer bij UCAM Murcia ging Albizua in Zwitserland spelen, bij Stade Lausanne. Medio 2021 verkaste hij naar Cornellà. Een jaar later werd Orihuela zijn nieuwe club. Medio 2023 verkaste hij naar Club Portugalete.